# العلاقات البنمية الطاجيكستانية
العلاقات البنمية الطاجيكستانية هي العلاقات الثنائية التي تجمع بين بنما وطاجيكستان.

## مقارنة بين البلدين
هذه مقارنة عامة ومرجعية للدولتين:
| وجه المقارنة                                              | بنما                      | طاجيكستان                          |
| --------------------------------------------------------- | ------------------------- | ---------------------------------- |
| المساحة (كم2)                                             | 74.18 ألف                 | 143.10 ألف                         |
| عدد السكان (نسمة)                                         | 4.10 مليون                | 8.92 مليون                         |
| الكثافة السكانية (ن./كم²)                                 | 55.27                     | 62.33                              |
| العاصمة                                                   | بنما                      | دوشنبه                             |
| اللغة الرسمية                                             | اللغة الإسبانية           | اللغة الطاجيكية                    |
| العملة                                                    | بالبوا بنمي، دولار أمريكي | ساماني طاجيكي، الروبل الطاجيكستاني |
| الناتج المحلي الإجمالي (بليون دولار)                      | 61.84 مليار               | 7.15 مليار                         |
| الناتج المحلي الإجمالي (تعادل القوة الشرائية) بليون دولار | 87.37 مليار               | 24.03 مليار                        |
| الناتج المحلي الإجمالي الاسمي للفرد دولار أمريكي          | 13.27 ألف                 | 925                                |
| الناتج المحلي الإجمالي للفرد دولار أمريكي                 | 20.89 ألف                 | 2.69 ألف                           |
| مؤشر التنمية البشرية                                      | 0.780                     | 0.624                              |
| رمز المكالمات الدولي                                      | +507                      | +992                               |
| رمز الإنترنت                                              | .pa                       | .tj                                |
| المنطقة الزمنية                                           | 00                        | ت ع م+05:00                        |

## منظمات دولية مشتركة
يشترك البلدان في عضوية مجموعة من المنظمات الدولية، منها:
| علم المنظمة | اسم المنظمة                        | تاريخ انضمام بنما | تاريخ انضمام طاجيكستان |
| ----------- | ---------------------------------- | ----------------- | ---------------------- |
|             | مؤسسة التنمية الدولية              | 1 سبتمبر 1961     | 4 يونيو 1993           |
|             | مؤسسة التمويل الدولية              | 20 يوليو 1956     | 2 ديسمبر 1994          |
|             | منظمة حظر الأسلحة الكيميائية       | ?                 | ?                      |
|             | الأمم المتحدة                      | 13 نوفمبر 1945    | 2 مارس 1992            |
|             | الاتحاد الدولي للاتصالات           | 14 يوليو 1914     | 28 أبريل 1994          |
|             | منظمة الشرطة الجنائية الدولية      | ?                 | ?                      |
|             | البنك الدولي للإنشاء والتعمير      | 14 مارس 1946      | 4 يونيو 1993           |
|             | الاتحاد البريدي العالمي            | ?                 | ?                      |
|             | وكالة ضمان الاستثمار متعدد الأطراف | 21 فبراير 1997    | 9 ديسمبر 2002          |
|             | يونسكو                             | 10 يناير 1950     | 6 أبريل 1993           |
|             | الفريق المعني برصد الأرض           | ?                 | ?                      |

## وصلات خارجية
- موقع وزارة الخارجية البنمية